# Frappes aériennes de Homs en 2024
 Le 7 février 2024, l'armée de l'air israélienne a lancé des attaques de missiles contre plusieurs localités de Homs, dans le centre de la Syrie, tuant 10 personnes, dont 6 civils et 2 membres du Hezbollah. Les attaques de missiles ont eu lieu après que l'armée de l'air américaine a lancé des attaques en Irak et en Syrie le 3 février 2024.

## Contexte
Après le début de la guerre entre Israël et Gaza le 7 octobre 2023, une escalade des attaques israéliennes contre la Syrie à eu lieu. Depuis le début de la guerre civile syrienne en 2011, Israël a régulièrement mené des attaques de missiles contre des zones qu’il prétend être liées à l'Iran, commentant cependant rarement ces actions. L'Iran est présent en Syrie depuis le début de la guerre civile syrienne, les forces iraniennes cherche à renforcer le gouvernement du président Bachar al-Assad contre les forces rebelles.
Le 3 février 2024, l'armée de l'air américaine a lancé des attaques contre ce qu'elle prétend être des sites des milices en Irak et en Syrie, tuant 45 personnes.

## Frappes aériennes
À 00h30 heure locale (UTC+3), Israël a lancé des attaques de missiles contre Homs depuis le nord de Tripoli au Liban,, ciblant la base aérienne d'Al-Chaayrate et d'autres endroits proches de la ville de Homs. Les attaques de missiles ont démoli un bâtiment dans l'un des quartiers les plus riches de Homs, ainsi que d'autres endroits prétendument liés aux milices. Des biens privés et publics ont été endommagés dans le quartier d'Al-Malaab et dans la rue Hamra, où au moins neuf explosions ont été entendues. Selon le chef de l'Observatoire syrien des droits de l'Homme, Rami Abdel Rahman, 10 personnes ont été tuées, dont 6 civils et 2 membres du Hezbollah. Parmi les morts se trouvaient trois étudiants, une femme et un enfant.
Les médias d'État syriens ont déclaré que la Force de défense aérienne syrienne avait intercepté et abattu des missiles israéliens,.